# Johannes av Reading
Johannes av Reading, död 1346 i Avignon, var en engelsk franciskan, teolog och filosof. Han skrev en kommentar till Petrus Lombardus Sentenser. Johannes av Reading lät sig inspireras av Duns Scotus filosofi och motsatte sig William Ockhams teorier.